# Laura Ràfols
Laura Ràfols Parellada (Villafranca del Panadés, 23 de junio de 1990) es una exfutbolista y fisioterapeuta española, jugaba como portera militando en el F. C. Barcelona de la Primera División de España. Actualmente, pertenece al fútbol base del F. C. Barcelona donde se desempeña como preparadora física.
Realizó toda su carrera en el Fútbol Club Barcelona en donde se desempeñó bajo los palos entre 2007 hasta su retiro en 2018, consiguiendo en el transcurso 4 Ligas, 6 Copas de la Reina y 8 Copas de Cataluña.

## Trayectoria

### F. C. Barcelona
Salida de las categorías inferiores de la Fundació Esportiva Atlètic Vilafranca. Ficha por las categorías inferiores del Fútbol Club Barcelona en 2005, uniéndose al F. C. Barcelona "B" en donde militó por 2 temporadas bajo las órdenes de Ramon Torne y Joaquim Querol.
Finalmente se suma al Fútbol Club Barcelona en 2007 cuando este pasaba por uno de sus peores momentos tras haber descendido, pero con la llegada al banquillo de Xavi Llorens todo mejora saliendo rápidamente de Segunda División, con el pasar del tiempo toma importancia bajo los tres palos, llegando a situarse como la portera titular del equipo.
Tras 3 años con las azulgranas finalmente llega el primer trofeo oficial, al ganar la Copa de la Reina en 2011, que se suma a las 3 Copas Cataluña que había ganado previamente. Al año siguiente ocurre lo que es la hazaña más importante de la escuadra a lo largo de su historia, al haber ganado consecutivamente la Copa Cataluña, La Liga y la Copa de la Reina, consiguiendo así un "triplete estatal", en cuyos partidos estuvo Laura en la portería.
El 30 de mayo de 2018 anuncia su retirada del fútbol profesional con tan sólo 27 años, ya que quería empezar una nueva etapa como fisioterapeuta, disputó su último partido en la final de la Copa de la Reina con victoria azulgrana por 1-0. Posteriormente se sumaría como preparadora física para las categorías inferiores del club azulgrana.

## Selección nacional
Ràfols fue uno de los porteras de la selección española sub-19 que participó en el Campeonato de la UEFA de 2008. También fue capitana de la selección de Cataluña.

## Clubes
| Club                | País   | Temporadas  |
| ------------------- | ------ | ----------- |
| F. C. Barcelona "B" | España | 2005 - 2007 |
| F. C. Barcelona     | España | 2007 - 2018 |

## Palmarés

### Campeonatos nacionales
| Título           | Club            | País   | Año  |
| ---------------- | --------------- | ------ | ---- |
| Copa de la Reina | F. C. Barcelona | España | 2011 |
| Primera División | F. C. Barcelona | España | 2012 |
| Primera División | F. C. Barcelona | España | 2013 |
| Copa de la Reina | F. C. Barcelona | España | 2013 |
| Primera División | F. C. Barcelona | España | 2014 |
| Copa de la Reina | F. C. Barcelona | España | 2014 |
| Primera División | F. C. Barcelona | España | 2015 |
| Copa de la Reina | F. C. Barcelona | España | 2017 |
| Copa de la Reina | F. C. Barcelona | España | 2018 |

### Campeonatos regionales
| Título        | Club            | Región   | Año  |
| ------------- | --------------- | -------- | ---- |
| Copa Cataluña | F. C. Barcelona | Cataluña | 2009 |
| Copa Cataluña | F. C. Barcelona | Cataluña | 2010 |
| Copa Cataluña | F. C. Barcelona | Cataluña | 2011 |
| Copa Cataluña | F. C. Barcelona | Cataluña | 2012 |
| Copa Cataluña | F. C. Barcelona | Cataluña | 2014 |
| Copa Cataluña | F. C. Barcelona | Cataluña | 2015 |
| Copa Cataluña | F. C. Barcelona | Cataluña | 2016 |
| Copa Cataluña | F. C. Barcelona | Cataluña | 2017 |
| Copa Cataluña | F. C. Barcelona | Cataluña | 2018 |